# Таиландско-французские отношения
Таиландско-французские отношения — двусторонние дипломатические отношения между Таиландом и Францией.

## История
10 декабря 1685 года Сиам предоставил Французской Ост-Индской компании следующие права:
- Право свободной торговли без пошлин на ввоз и вывоз товаров в округе Джанк-Сейлон;
- Право на использование и укрепление округа Сингора.

В 1686—1687 годах во Франции побывало сиамское посольство. 10 октября 1855 года Ш. де Монтиньи был назначен уполномоченным по ведению переговоров с Сиамом. Ш. де Монтиньи прибыл в Сиам с тремя кораблями и 9 июля 1856 года его принял Рама IV. 15 августа 1856 года Рама IV и Ш. де Монтиньи подписали договор о дружбе и торговом сотрудничестве. В марте 1893 года О. Пави потребовал вывода сиамских гарнизонов с левого берега Меконга южнее Кхаммуана. В апреле 1893 года туда были отправлены три военных отряда, которые вступили в бои с сиамскими гарнизонами. В июле 1893 года два французских корабля подошли к Бангкоку. 20 июля 1893 года Франция предъявила ультиматум, который Сиам отказался исполнять полностью. После этого французские корабли блокировали побережье Сиама 3 октября 1893 года Сиамом и Францией был подписан договор, который предусматривал следующее:
- Уничтожение сиамских военных сооружений на левом берегу Меконга, в провинциях Баттамбанг и Сиемреап, а также в 25-километровой полосе по правому берегу Меконга;
- Открытие французских консульств в Након-Рачасиме и Нане.

25 ноября 1893 года было заключено соглашение между Великобританией и Францией об образовании комиссии по установлению границы между Бирмой и французскими владениями.
15 января 1896 года в Лондоне Великобритания и Франция подписали соглашение по Сиаму, согласно которому восточная часть Сиама стала сферой влияния Франции. Франция оккупировала Баттамбанг и Сиемреап и захватила Чантабун В октябре 1897 года Рама V посетил Францию.